# Santa Sofia (Roma)
Santa Sofia, o Sonia (... – Roma, ...; fl. I-II secolo), fu una martire romana del II secolo, che è venerata come santa dalla Chiesa cattolica e dalla Chiesa ortodossa.

## Agiografia
Secondo la Passio, il cui manoscritto più antico, conservato a Londra, è in siriaco e risalirebbe al V secolo ed il cui originale greco potrebbe essere del IV secolo, Sofia era una illustre matrona di origine italica, forse milanese, sposa di un senatore di nome Filandro e madre di tre figlie, a cui aveva dato i nomi delle tre virtù teologali: Pistis, Elpis, Agape. Traducendo in italiano questi nomi di origine greca, si può dire che la madre si chiamasse Sapienza e le figlie si chiamassero Fede, Speranza e Carità. Questo ha fatto nascere in alcuni studiosi il sospetto che non siano figure storiche, ma allegoriche; tuttavia le testimonianze del culto sono molto antiche e sembrerebbero smentire l'ipotesi allegorica.
Sofia, dopo la morte del marito Filandro, da lei convertito al cristianesimo, soccorse con i suoi beni i poveri e svolse opera di proselitismo a Roma dove viveva con le figlie di 12, 10 e 9 anni. Denunciata dal prefetto di Roma, Antioco, all'imperatore Adriano, perché con la sua predicazione aveva indotto alcune donne sposate a vivere castamente, confessò davanti a lui la sua fede cristiana e rifiutatasi di adorare gli idoli, egli le fece imprimere sulla fronte il marchio d'infamia e la fece fustigare. Sperando di costringerla a rinnegare Cristo, Adriano fece torturare e decapitare una dopo l'altra le sue figlie sotto gli occhi della madre, che le esortava a restare salde nella fede cristiana, nella speranza della vita eterna. Compiuto il martirio delle figlie, le furono consegnati i loro corpi, che lei seppellì al diciottesimo miglio sulla Via Aurelia, dove morì tre giorni dopo, mentre pregava e piangeva sulla loro tomba, nella quale fu sepolta anche lei. L'anno del martirio fu il 122 d. C., durante il pontificato del papa San Sisto I. Gli Itinerari per pellegrini altomedievali segnalano la tomba di Sofia e delle figlie in un cubicolo (antro) della catacomba di San Pancrazio sulla via Aurelia, dove è tuttora visibile.
In russo, Santa Sofia e le sue figlie sono chiamate Sonia, Vera, Nadezhda e Liubov.

## Il culto
Le prime notizie del loro culto finora conosciute risalgono al VI secolo e sono contenute nell’Index oleorum del presbitero Giovanni, che per incarico di San Gregorio Magno (590-604) prelevò gli olei dalle lampade che ardevano sulle tombe dei martiri da inviare alla regina Teodolinda a Monza. Nell'elenco figurano anche Santa Sofia e le sue tre figlie sulla Via Aurelia. La loro memoria fu inserita in vari Martirologi in due date diverse: le figlie al 1º agosto e la madre al 30 settembre. Tali date furono recepite anche dal Baronio nella sua edizione del Martirologio Romano. Nel Medioevo la memoria di Santa Sofia era celebrata nella chiesa romana di San Martino ai Monti il 15 maggio. Le Chiese Orientali, invece, celebrano la madre e le figlie in un'unica memoria, il 17 settembre.

### Iconografia
L'iconografia rappresenta le quattro donne vestite a lutto, con la madre che protegge le figlie sotto il proprio mantello. Un particolare valore iconografico hanno gli atteggiamenti caratteristici delle figure. Santa Sofia prevale in aspetto materno; Fede, di solito, ha le mani giunte in preghiera, mentre Speranza e Carità tengono tra le braccia sul petto gli attributi del supplizio (la clava e la fornace). Altra particolarità è la corona che cinge il capo della madre e delle figlie. Semplice ma regale quella di santa Sofia e con triplice tiara sul capo delle figlie, antico simbolo di virtù verginale e di particolare gloria.
Esistono nell'Italia Meridionale diversi affreschi di stile bizantino raffiguranti Santa Sofia, che la mostrano vestita con tunica bianca, mantello nero, croce e libro. Tra gli altri quello venerato nel Santuario della Madonna dell'Altomare in Andria e quello che si trova nella Cappella di Santa Sofia in Papasidero. Oltre gli affreschi, esistono anche statue della Santa raffigurata con la stessa tipologia iconografica, come quella custodita a Contursi Terme, in provincia di Salerno.

### Le reliquie
Le reliquie di Santa Sofia furono traslate nel Medioevo da Roma a Brescia, nel monastero di Santa Giulia, dove rimasero fino al XVIII secolo. In seguito alla soppressione del monastero furono concesse alla Parrocchia di Virle Treponti, dove sono tuttora custodite e venerate e dove si celebrano in onore di Santa Sofia delle solenni feste quinquennali. Altre reliquie di Santa Sofia e delle sue figlie sono custodite nella Chiesa Abbaziale di San Trofimo di Eschau, in Alsazia, Diocesi di Strasburgo (Francia). Furono traslate ad Eschau nel 777 dal vescovo di Strasburgo Remigio che le aveva ricevute a Roma dal papa Adriano I e le aveva deposte il 10 maggio nell'Abbazia da lui stesso fondata nel 770 e che per questo fu intitolata a Santa Sofia e la cui Chiesa era stata intitolata a San Trofimo di Arles. In essa, oltre alla cassa con le reliquie di Santa Sofia e delle sue figlie, è tuttora venerata una statua raffigurante le quattro Sante, realizzata nel 1470 ca. Nel 1938 il vescovo di Strasburgo Charles Ruch portò ad Eschau da Roma altre due reliquie di Santa Sofia, autenticate dal cardinale Francesco Marchetti Selvaggiani. La Chiesa di San Trofimo di Eschau, a partire dal 1930, è diventata meta di pellegrinaggi del clero e dei fedeli della Chiesa Ortodossa Russa, che ha grande venerazione per Santa Sofia e per le sue tre figlie.

### Patronati
È considerata la protettrice dell'intelletto, probabilmente a motivo del suo nome.
Compatrona di Santa Sofia d'Epiro dove si festeggia la terza domenica di settembre.
È la protettrice di Albanella, di Poderia, di Piano Vetrale di Orria e di Pisciotta. È stata anche patrona principale di Gioia del Colle.
Esistono due santuari intitolati a Santa Sofia nel Cilento: il primo a Poderia, frazione di Celle di Bulgheria, nella Diocesi di Teggiano-Policastro; ed il secondo ad Albanella, nella Diocesi di Vallo della Lucania, istituito nel 2009 dal vescovo Giuseppe Rocco Favale. In entrambi i luoghi, di cui la Santa Martire è patrona principale, è festeggiata il 15 maggio, data in cui nel Medioevo ella era ricordata nella chiesa romana di San Martino ai Monti.
Nei Santuari a lei intitolati è venerata come una Santa Taumaturga, ed è particolarmente invocata contro i mali contagiosi e le malattie tumorali. Un libretto del canonico Matteo Guida di Poderia, redatto negli anni Trenta del XX secolo, riporta alcune guarigioni miracolose avvenute per intercessione della santa vedova e martire.
A lei sono intitolate numerose chiese e cappelle in Italia e nel mondo. In Italia, va ricordato in primo luogo il Duomo di Lendinara, e poi Chiese a Canaro, a Torre d'Isola , ad Albaro di Ronco all'Adige, a Pedemonte di Valpolicella, a Santa Sofia Marecchia di Badia Tebalda, a Corsano. In Cilento poi sono concentrate la maggior parte delle chiese intitolate a Santa Sofia in Italia: ad Albanella, a Piano Vetrale di Orria a Poderia, Terradura, Ascea, Castellabate, Montecorice, Stio, Sala Consilina, Castelcivita, Contursi Terme. Statue della Santa sono venerate nelle chiese di Alfano, dove è solennemente festeggiata il 15 maggio, Roccagloriosa, San Nazario, Vallo della Lucania, Pellare di Moio della Civitella, Rodio Ortodonico, Perdifumo.
Una vetrata raffigurante il martirio di Santa Sofia e delle sue figlie si trova a Nizza, nella basilica di Notre Dame de l'Assomption.
Una chiesa rupestre del 1400 è presente nella gravina di Ginosa. Al suo interno vi è un affresco di Santa Sofia di pregevole fattura, ancora in buono stato di conservazione. Si ritiene che la chiesa sia molto più antica e che risalga all'epoca Bizantina. I numerosi crolli hanno sconvolto l'assetto originario del sito che resta comunque di grande fascino.